# Niskasaaret (ö i Kehys-Kainuu, lat 64,33, long 29,29)
Niskasaaret är en ö i Finland. Den ligger i sjön Mertajärvi och i kommunen Kuhmo i den ekonomiska regionen  Kehys-Kainuu  och landskapet Kajanaland, i den centrala delen av landet, 500 km nordost om huvudstaden Helsingfors. Öns area är 0,1 hektar och dess största längd är 70 meter i sydöst-nordvästlig riktning.  Notera att namnet antyder att det är fråga om flera öar.